# Place Saintes-Scarbes
La place Saintes-Scarbes (en occitan : plaça de l'Olm de Santas Carbas) est une place de Toulouse, chef-lieu de la région Occitanie, dans le Midi de la France. Elle se situe au cœur du quartier Saint-Étienne, dans le secteur 1 - Centre.

## Situation et accès

### Voies rencontrées
La place Saintes-Scarbes rencontre les voies suivantes, dans l'ordre des numéros croissants :
1. Rue Perchepinte
2. Rue Pierre-de-Fermat
3. Rue Saint-Jacques
4. Rue Ninau

### Transports
La place Saintes-Scarbes n'est pas directement desservie par les transports en commun Tisséo. Elle se trouve cependant à proximité, au nord, de la place Saint-Étienne, traversée par la navette Ville. À l'est se trouvent, le long des allées Forain-François-Verdier, les arrêts des lignes du Linéo L9 et du bus 29. Enfin, près de la station de métro François-Verdier, sur la ligne de métro  , sur le boulevard Lazare-Carnot, se trouvent les arrêts des lignes de Linéo L1L8L9 et du bus 29. À l'ouest, la rue du Languedoc est parcourue par les lignes du Linéo L4 et du bus 44. C'est également au niveau de la place des Carmes que se trouve la station de métro du même nom, sur la ligne de métro  .
Les stations de vélos en libre-service VélôToulouse les plus proches sont les stations no 24 (14 place Saint-Étienne), no 44 (1 allées Forain-François-Verdier) et no 45 (10 rue Théodore-Ozenne).

## Odonymie
Depuis le Moyen Âge, le nom de la place n'a pas changé. Elle est déjà connue, dans la Chanson de la croisade albigeoise, au début du XIIe siècle, comme la place de l'Orme-des-Saintes-Carbes (Platea Ulmi Sanctarum Carbarum  en latin médiéval, 1178). Ces « carbes » (carbas en occitan) seraient des gerbes ou des brassées de blé qui étaient déposées en offrande devant un oratoire dédié à la Vierge au centre de la place, près d'un orme. À partir du milieu du XVIe siècle, le nom devient simplement place des Saintes-Carbes. Par déformation ou par mauvaise transcription de la prononciation occitane en français, les Saintes-Carbes deviennent à la fin du XVIIe siècle les Saintes-Scarbes. En 1794, pendant la Révolution française, la place fut quelque temps renommée place Égalité, sans que le nom se conserve,.

## Histoire
Au Moyen Âge, la place appartient au capitoulat de Saint-Étienne. Elle se trouve au carrefour de plusieurs rues. Le centre de la place est occupé par un oratoire dédié à la Vierge et par orme. Elle est peuplée, à partir du XVe siècle, de nombreux parlementaires.
En 1580, deux hommes, Soupects et Nantouillet sont assassinés sur la place. C'est en expiation de leur meurtre qu'un oratoire est construit en 1597 au centre de la place à la demande du Parlement. La population y fait brûler une lampe tous les dimanches et les jours de fête. Finalement, il est détruit en 1699, à la demande de Gabriel-Aymable Du Bourg de Cavaignes, qui possède l'hôtel qui fait face à l'oratoire (actuel no 6) et se plaint des « actions indécentes » qui s'y déroulent. À son emplacement est érigée une croix, régulièrement rebâtie en 1728, puis en 1786,.
La Révolution française apporte des bouleversements dans le quartier qui entoure la place Saintes-Scarbes. En 1790, les parlementaires, particulièrement nombreux parmi les habitants, subissent la suppression du parlement de Toulouse. En 1794, les anciens conseillers sont arrêtés, puis jugés à Paris et, pour la plupart, guillotinés : on trouve, parmi eux, Mathias Du Bourg-Cavaignes de Rochemonteix, exécuté le 15 juin 1794.

## Patrimoine et lieux d'intérêt

### Hôtels particuliers

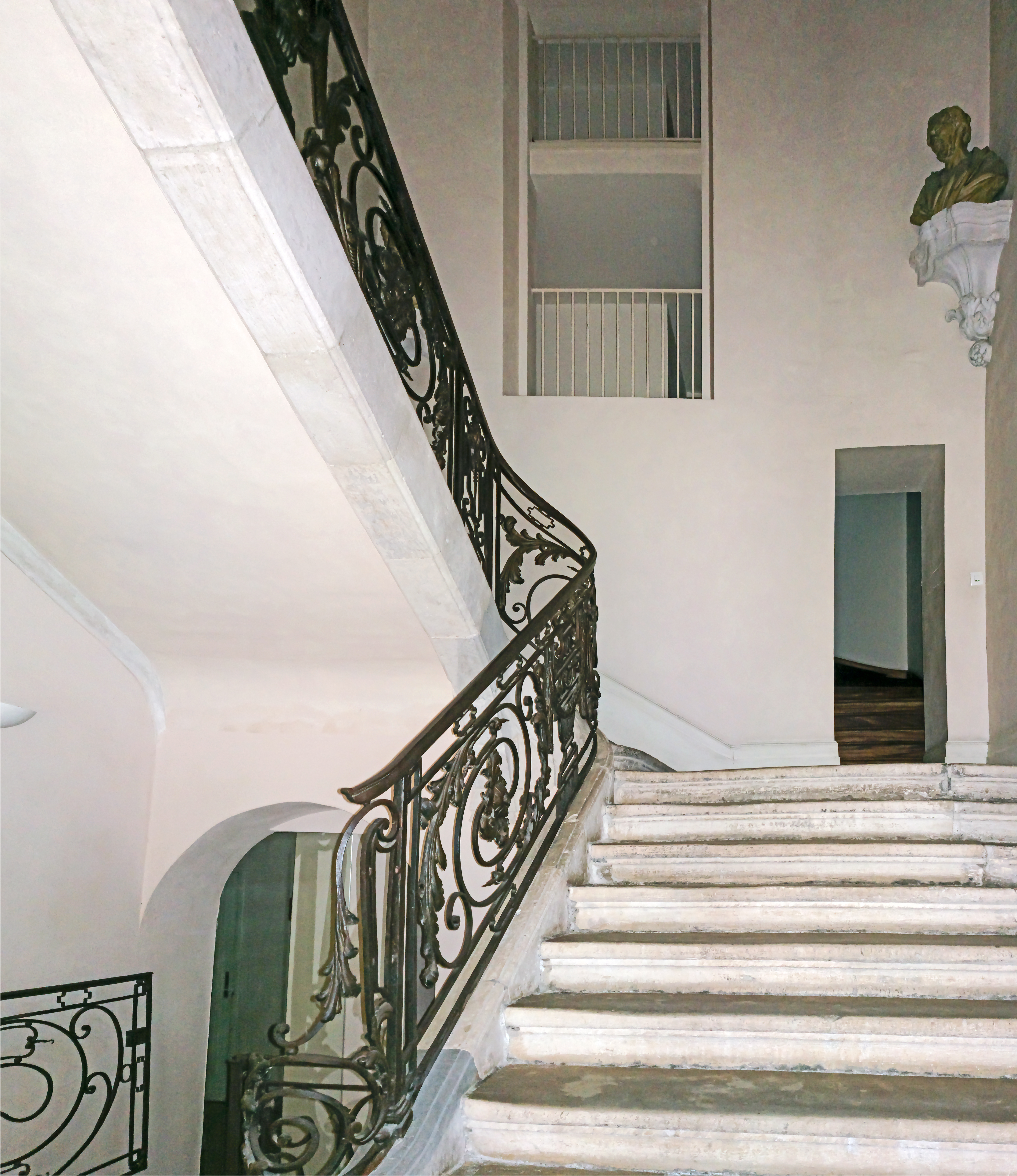
no 1 : l'escalier de l'hôtel de Castelpers.

- no  1 : hôtel de Castelpers ; hôtel de Murviel ou d'Arquata.  Inscrit MH (1927, rampe d'escalier en fer forgé)[5]. 
En 1752, le marquis Guillaume de Castelpers, seigneur d'Ambialet, Saint-Hippolyte, Le Pin et Balma, achète un vaste hôtel particulier qu'il souhaite remettre au goût du jour. C'est vraisemblablement en 1771 qu'il engage les travaux et qu'il fait reconstruire le bâtiment sur la place. En 1776, il vend sa propriété à Tristan de Caulet, marquis de Gramont, ancien officier supérieur des gardes du roi, capitoul de 1782 à 1785 et de 1787 à 1790. Il revend à son tour l'hôtel en 1783 à Marie-Antoinette de Carrion de Murviel, baronne des États de Languedoc et épouse d'Augustin Spinola, marquis d'Arquata[6],[7]. 
L'hôtel se développe sur cinq niveaux : un sous-sol, un rez-de-chaussée, un entresol et deux étages décroissants. Il est rythmé par sept travées, la 1re et la 6e étant mises en valeur par une légère saillie. C'est dans la première travée que se trouve justement la porte cochère, dont l'encadrement est en pierre de taille. La corniche du portail est supportée par deux consoles ornées de roses. À l'entresol et aux étages, les fenêtres sont rectangulaires : celles du 1er étage sont dotées d'un garde-corps en fer forgé ; celles du 2e étage ont un appui en pierre reposant sur des consoles ornées d'un triglyphe complété par des gouttes. L'élévation est couronnée par une large corniche. 
La porte cochère ouvre sur un passage couvert, qui donne accès au hall d'entrée où se trouve un escalier monumental en pierre. L'escalier est suspendu et ses marches reposent d'un côté sur le mur de la cage et de l'autre sur des arcs rampants qui forment le limon. Les croisements d'arc sont ornés d'une retombée pendante en cul-de-lampe. La rampe en fer forgé est attribué au serrurier Joseph Bosc. Elle se compose de panneaux rectangulaires ornés d'un vase antique encadré par une rosace avec des arabesques et des feuilles d'acanthe. La cage d'escalier est décorée de sculptures : Hercule, empereurs romains et lion[8],[9].

- no  3 : hôtel Courtois. 
L'hôtel est construit en 1610-1611 par le maître-maçon Guillaume Marches au profit de Jean Louis Courtois, avocat au Parlement, contrôleur des finances royales en Languedoc et banquier, capitoul en 1615-1616[10],[11]. La façade sur la place, de style classique, est symétrique. Elle s'élève sur trois étages décroissants séparés par des cordons de brique. Au rez-de-chaussée, la fenêtre est encadrée de deux grandes arcades voûtées en plein cintre. Le portail qui prend place dans l'arcade de gauche donne accès à la cour. Aux étages, les fenêtres sont rectangulaires et ont un encadrement en brique et en pierre alternées. Au 3e étage, elles ont conservé leur meneau de pierre orné de motifs végétaux. Le bâtiment est transformé au cours du XIXe siècle : la plupart des fenêtres perdent leurs meneaux et au 1er étage elles sont agrandies pour donner accès à un balcon en pierre soutenu par de lourdes consoles[12].

- no  6 : hôtel Du Bourg. 

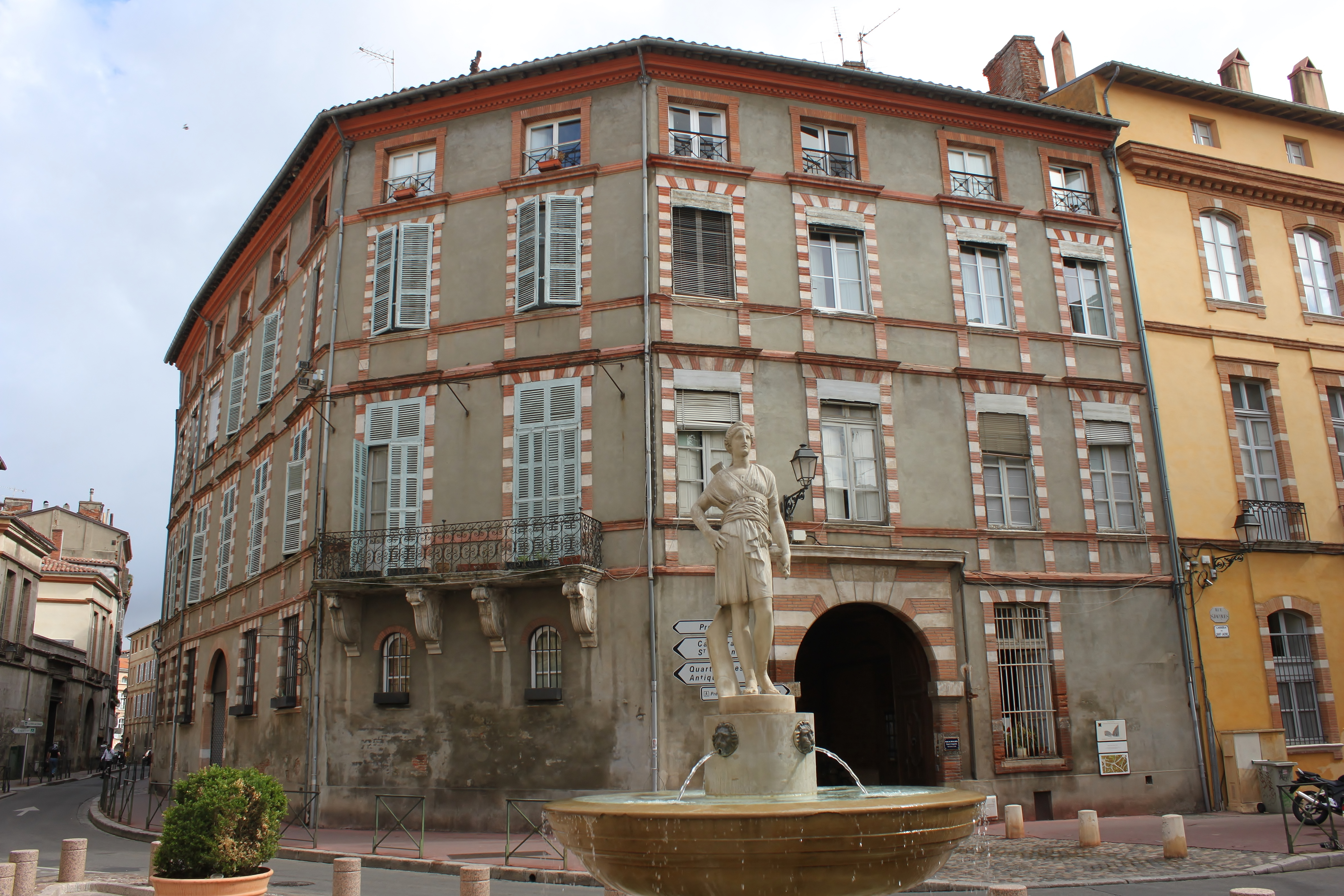
no 6 : les façades de l'hôtel du Bourg sur la rue Pierre-de-Fermat et la place Saintes-Scarbes.

L'hôtel appartient, dans les années 1570, à Jean de Vézian, conseiller au Parlement de 1573 à 1593. En 1595, il est occupé par Pierre Du Bourg, greffier criminel au Parlement, marié à la fille de Jean de Vézian, Madeleine. À partir de cette date, l'hôtel reste dans la famille Du Bourg. On retrouve vers 1650 Léonard Aymable Du Bourg de Cavaignes, seigneur de Lapeyrouse, capitoul en 1656-1657, puis, vers 1676, son fils Gabriel Aymable du Bourg-Cavaignes, seigneur de Lapeyrouse, conseiller au Parlement de 1676 à 1715. En 1683, Léonard Du Bourg achète une partie de l'immeuble de Jean Montjuif, sur la rue Pierre-de-Fermat (actuel no 2), et fait élever une nouvelle façade. L'hôtel appartenait encore, au milieu du XXe siècle, aux membres de la famille Du Bourg[13],[14]. 
L'hôtel est composé de quatre corps de bâtiments qui encadrent une cour intérieure. Il s'élève sur deux étages et un étage de comble et, du côté de la place Saintes-Scarbes, il compte six travées. Au rez-de-chaussée s'ouvre une porte cochère en brique et pierre alternées, dont la voûte en plein cintre est surmontée d'une corniche. Au 1er et au 2e étage, les fenêtres rectangulaires ont également des encadrements en brique et pierre alternées, dont les jambages se prolongent jusqu'au niveau inférieur. Des cordons de briques courent le long de la façade au niveau des appuis et des corniches des fenêtres. Les deux fenêtres du plan coupé entre la place et la rue Pierre-de-Fermat possèdent un balcon soutenu par des consoles en pierre et doté d'un garde-corps en fer forgé. L'élévation est surmontée d'une corniche à modillons[15].

### Immeubles
- no  2 : immeuble de Jean Nelle. 
L'immeuble est construit à la fin du XVIIIe siècle dans le style néo-classique Louis XVI, peut-être pour l'architecte Jean Nelle, qui y réside à partir de 1770[10]. La façade symétrique est large de trois travées et s'élève sur deux étages. Au rez-de-chaussée, la porte cochère, placée à gauche, est surmontée d'une large imposte en fer forgé. Aux étages, les fenêtres sont rectangulaires, dotées d'appuis en pierre et de garde-corps en fer forgé aux motifs géométriques. Elles sont reliées entre elles par des motifs de tables, mais seules celles du 1er étage sont surmontées d'une corniche. Une large corniche moulurée couronne l'élévation[16].

- no  4 : immeuble. 
L'immeuble est construit dans un style néo-classique représentatif du XIXe siècle toulousain. Il s'élève sur quatre niveaux. Le rez-de-chaussée en brique est couvert d'un enduit orné d'un bossage. Il se compose d'une porte cochère latérale en plein cintre et de quatre fenêtres rectangulaires. Aux 1er et 2e étages, l'élévation est encadrée par des pilastres : ceux du 1er étage, de style dorique à bossage, sont simples et supportent des entablements, tandis que ceux du 2e étage, de style dorique mais sans bossage, sont doubles et supportent une large corniche moulurée. Le dernier étage, percé de petites fenêtres, est traité comme un étage d'attique[17].

- no  7 : immeuble. 
L'immeuble en corondage est probablement construit au XVIIe siècle, à l'angle de la rue Ninau. Il s'élève sur quatre niveaux et compte trois travées sur la place Saintes-Scarbes. La structure en pan de bois n'est pas visible, cachée par l'enduit qui la recouvre[18].

- no  8 : immeuble.  Inscrit MH (1946, façade et toiture)[19]. 

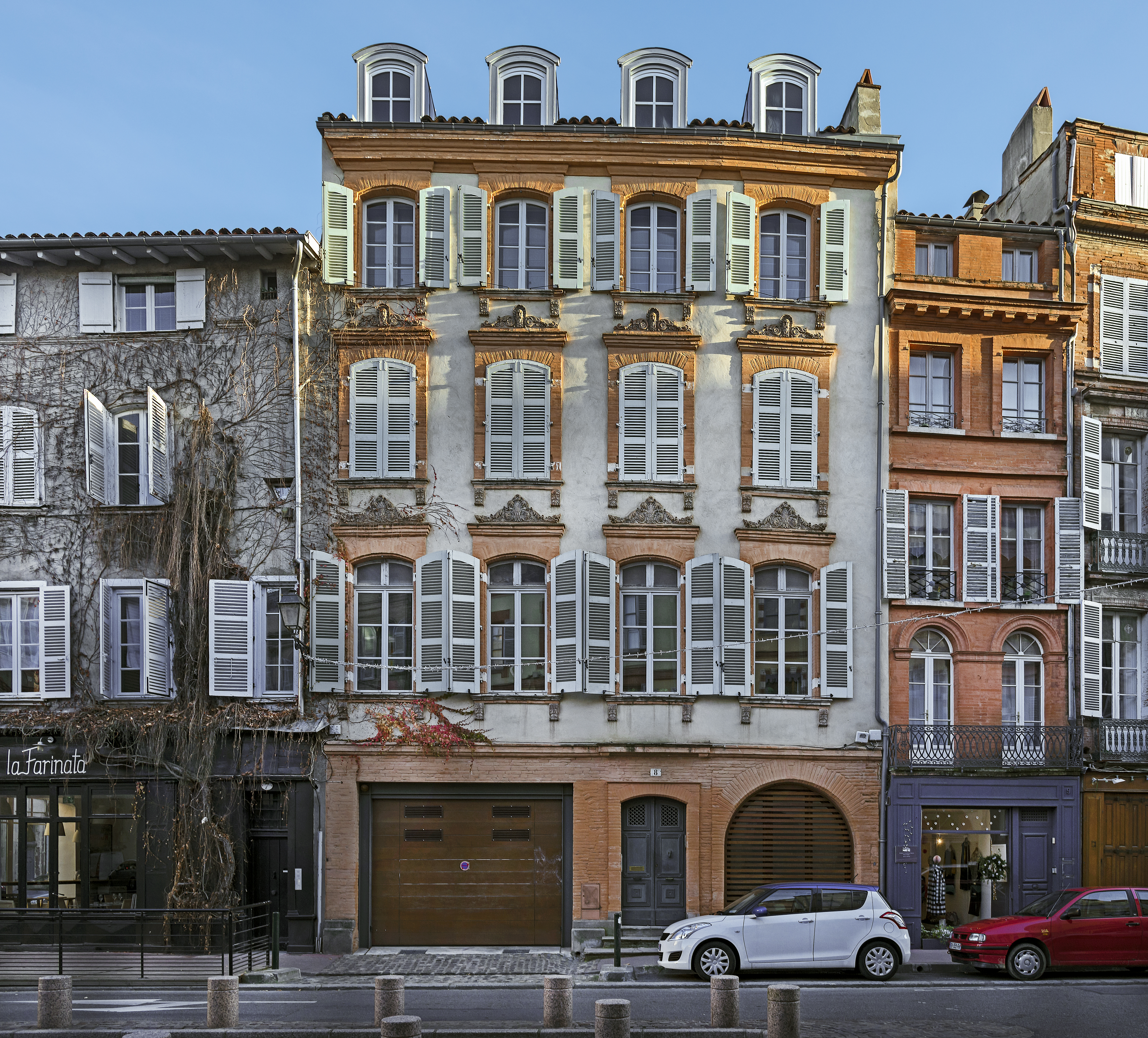
no 8 : façade de l'immeuble.

L'immeuble est élevé au cours du XVIIIe siècle, mais il est en partie remanié en 1885 pour le compte du propriétaire Nercy, qui installe son entreprise Meubles Nercy Tentures au rez-de-chaussée et fait ajouter le décor de terre cuite qui agrémente les fenêtres. La façade, large de quatre travées, se développe sur trois étages décroissants. Le rez-de-chaussée est ouvert par une porte d'entrée décentrée, une arcade de boutique à droite et une entrée de garage à gauche qui a fait disparaître au XXe siècle une arcade de boutique et une fenêtre. Les étages sont ouverts par des fenêtres segmentaires surmontées d'une corniche. Elles présentent un riche décor en terre cuite : les consoles au niveau des appuis sont ornées de feuillages et le couronnement des fenêtres présente un décor de fleurs, de feuillages, de palmettes et de visages fantastiques. L'élévation est couronnée par une large corniche débordante[20].

- no  11 : immeuble. 
L'immeuble, de style classique, est élevé au XVIIIe siècle. La façade, large de cinq travées et haute de trois étages, est symétrique. Au rez-de-chaussée, toutes les ouvertures sont rectangulaires, sauf l'arcade de boutique de la dernière travée à droite qui est segmentaire. Il est séparé des étages supérieurs par un cordon de brique. Aux 1er et 2e étages, les fenêtres rectangulaires, en brique et pierre alternées, ont des appuis en pierre et sont surmontées de corniches. Celles du 1er étage ont des garde-corps en fer forgé. Un cordon de brique court au niveau des corniches des fenêtres du 2e étage. Le dernier étage à loggia a été ajouté au XIXe siècle : le toit est soutenu par deux pilastres en brique et quatre colonnes en bois de style dorique.

### Fontaine Saintes-Scarbes
Une première fontaine, créée en 1989 par l'architecte André Vernette, est détruite en 2002, à la suite des protestations des riverains de la place. Elle est remplacée en 2006 par la reproduction d'une fontaine qui se trouvait dans le petit cloître des Augustins. La fontaine est constituée d'un bassin circulaire au milieu duquel s'élève une colonne qui soutient une vasque, surmontée d'une sculpture anonyme de Diane du XVIIIe siècle,.

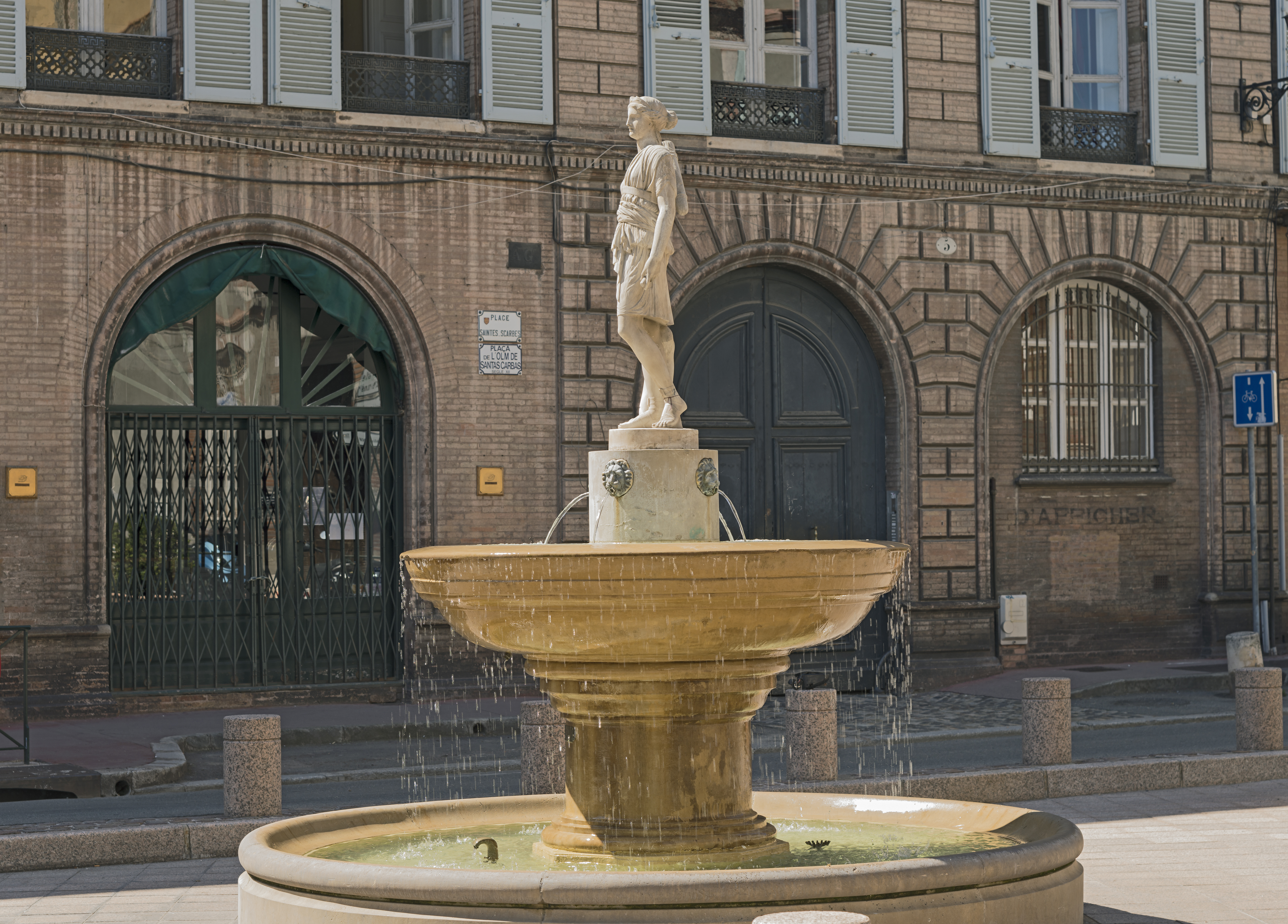
Fontaine Saintes-Scarbes.
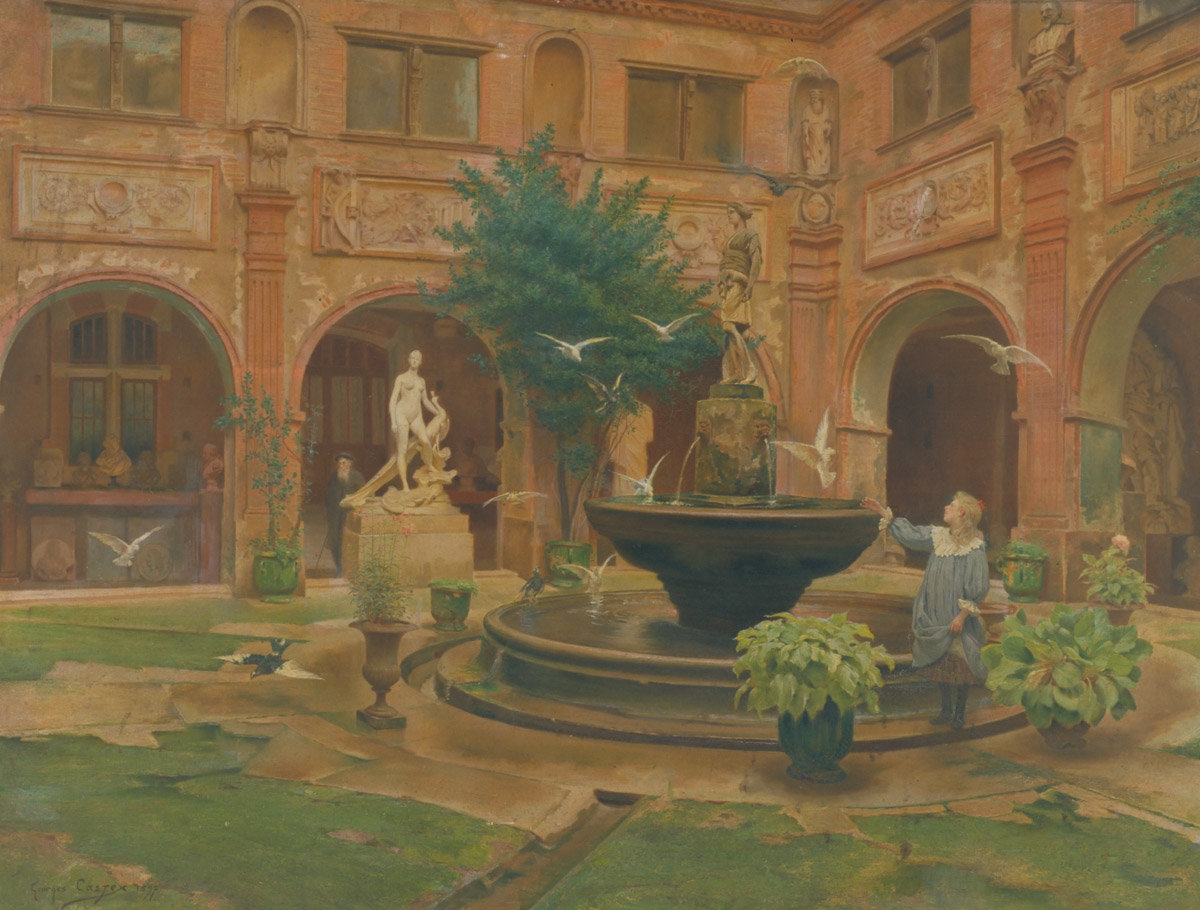
Le Petit cloître des Augustins à Toulouse, par Georges Castex (1897, Musée des Augustins).